# Natação nos Jogos Olímpicos de Verão de 2016 - 100 m peito masculino

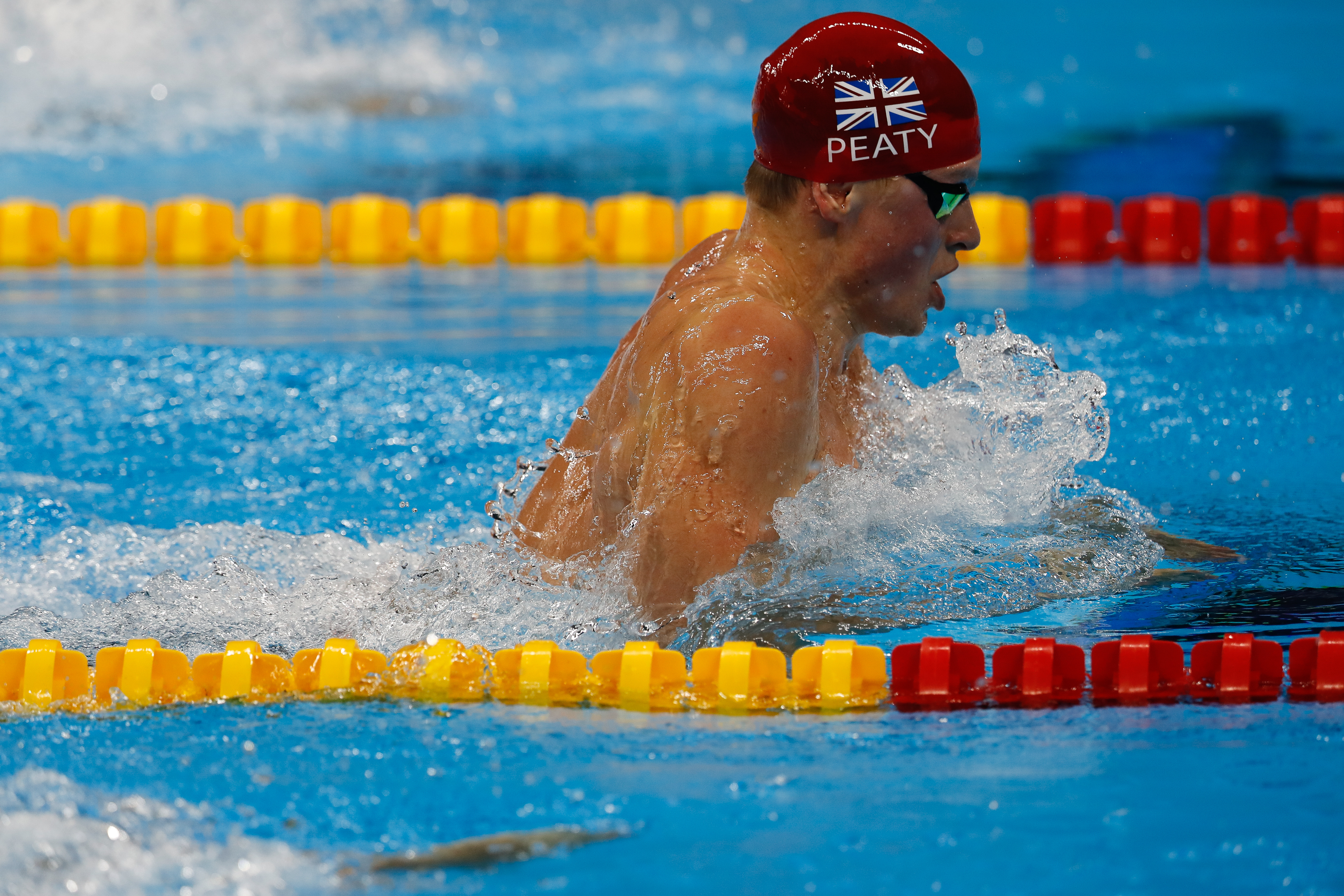
Peaty na final dos 100m peito

A competição dos 100 metros peito masculino da natação nos Jogos Olímpicos de Verão de 2016 foi disputada nos dias 6 e 7 de agosto no Estádio Aquático Olímpico.

## Medalhistas
| Ouro   | GBR Adam Peaty            |
| Prata  | RSA Cameron van der Burgh |
| Bronze | USA Cody Miller           |

## Recordes
Antes desta competição, os recordes mundiais e olímpicos da prova eram os seguintes:
| Tipo | Atleta                | Tempo | Local   | Data                |
| ---- | --------------------- | ----- | ------- | ------------------- |
|      | Adam Peaty            | 57.92 | Londres | 17 de abril de 2015 |
|      | Cameron van der Burgh | 58.46 | Londres | 29 de julho de 2012 |

Os seguintes recordes mundiais ou olímpicos foram estabelecidos durante esta competição:
| Data        | Evento        | Atleta         | Tempo | Notas |
| ----------- | ------------- | -------------- | ----- | ----- |
| 6 de agosto | Eliminatórias | GBR Adam Peaty | 57.55 | ,     |
| 7 de agosto | Final         | GBR Adam Peaty | 57.13 | ,     |

## Resultados

### Eliminatórias
| Pos. | Elim. | Raia | Nadador               | CON                | Tempo   | Notas |
| ---- | ----- | ---- | --------------------- | ------------------ | ------- | ----- |
| 1    | 6     | 4    | Adam Peaty            | GBR Grã-Bretanha   | 57.55   | Q,    |
| 2    | 4     | 6    | Yasuhiro Koseki       | JPN Japão          | 58.91   | Q     |
| 3    | 5     | 3    | Felipe França Silva   | BRA Brasil         | 59.01   | Q,    |
| 4    | 4     | 4    | Kevin Cordes          | USA Estados Unidos | 59.13   | Q     |
| 5    | 4     | 5    | Cody Miller           | USA Estados Unidos | 59.17   | Q     |
| 6    | 6     | 6    | Jake Packard          | AUS Austrália      | 59.26   | Q     |
| 7    | 5     | 4    | Cameron van der Burgh | RSA África do Sul  | 59.35   | Q     |
| 8    | 5     | 5    | João Gomes Júnior     | BRA Brasil         | 59.46   | Q     |
| 9    | 4     | 3    | Dmitriy Balandin      | KAZ Cazaquistão    | 59.47   | Q     |
| 9    | 6     | 3    | Ross Murdoch          | GBR Grã-Bretanha   | 59.47   | Q     |
| 11   | 6     | 1    | Li Xiang              | CHN China          | 59.55   | Q     |
| 12   | 6     | 5    | Giedrius Titenis      | LTU Lituânia       | 59.90   | Q     |
| 13   | 6     | 2    | Vsevolod Zanko        | RUS Rússia         | 59.91   | Q     |
| 14   | 3     | 5    | Jorge Murillo         | COL Colômbia       | 59.93   | Q     |
| 15   | 4     | 2    | Christian vom Lehn    | GER Alemanha       | 1:00.13 | Q     |
| 16   | 4     | 7    | Glenn Snyders         | NZL Nova Zelândia  | 1:00.26 | WSO   |
| 16   | 4     | 8    | Dániel Gyurta         | HUN Hungria        | 1:00.26 | LSO   |
| 18   | 5     | 1    | Ippei Watanabe        | JPN Japão          | 1:00.33 |       |
| 19   | 6     | 8    | Panagiotis Samilidis  | GRE Grécia         | 1:00.35 |       |
| 20   | 5     | 6    | Kirill Prigoda        | RUS Rússia         | 1:00.37 |       |
| 21   | 5     | 7    | Damir Dugonjič        | SLO Eslovênia      | 1:00.41 |       |
| 22   | 5     | 8    | Andrea Toniato        | ITA Itália         | 1:00.45 |       |
| 23   | 3     | 3    | Andrius Šidlauskas    | LTU Lituânia       | 1:00.59 |       |
| 24   | 2     | 5    | Yannick Käser         | SUI Suíça          | 1:00.71 |       |
| 24   | 3     | 7    | Jason Block           | CAN Canadá         | 1:00.71 |       |
| 26   | 5     | 2    | Čaba Silađi           | SRB Sérvia         | 1:00.76 |       |
| 27   | 3     | 8    | Laurent Carnol        | LUX Luxemburgo     | 1:00.88 |       |
| 27   | 6     | 7    | Yan Zibei             | CHN China          | 1:00.88 |       |
| 29   | 4     | 1    | Marcin Stolarski      | POL Polônia        | 1:01.06 |       |
| 30   | 2     | 4    | Carlos Claverie       | VEN Venezuela      | 1:01.13 |       |
| 30   | 3     | 4    | Joshua Palmer         | AUS Austrália      | 1:01.13 |       |
| 32   | 2     | 6    | Erik Persson          | SWE Suécia         | 1:01.20 |       |
| 33   | 2     | 3    | Nicholas Quinn        | IRL Irlanda        | 1:01.29 |       |
| 34   | 3     | 1    | Vladislav Mustafin    | UZB Uzbequistão    | 1:01.66 |       |
| 35   | 3     | 6    | Anton Sveinn McKee    | ISL Islândia       | 1:01.84 |       |
| 36   | 2     | 2    | Azad Al-Barazi        | SYR Síria          | 1:02.22 |       |
| 37   | 1     | 5    | Radomyos Matjiur      | THA Tailândia      | 1:02.36 |       |
| 38   | 2     | 1    | Matti Mattsson        | FIN Finlândia      | 1:02.45 |       |
| 39   | 1     | 4    | Martín Melconian      | URU Uruguai        | 1:02.67 |       |
| 40   | 1     | 3    | Julian Fletcher       | BER Bermudas       | 1:02.73 |       |
| 41   | 2     | 7    | Édgar Crespo          | PAN Panamá         | 1:02.78 |       |
| 42   | 3     | 2    | Tomáš Klobučník       | SVK Eslováquia     | 1:02.93 |       |
| 43   | 1     | 2    | Benjamin Schulte      | GUM Guam           | 1:03.29 |       |
| 44   | 2     | 8    | Dustin Tynes          | BAH Bahamas        | 1:03.71 |       |
| 45   | 1     | 6    | Amini Fonua           | TGA Tonga          | 1:06.40 |       |
| 46   | 1     | 7    | Corey Ollivierre      | GRN Granada        | 1:08.68 |       |

### Semifinais

#### Semifinal 1
| Pos. | Raia | Nadador           | CON                | Tempo   | Notas |
| ---- | ---- | ----------------- | ------------------ | ------- | ----- |
| 1    | 4    | Yasuhiro Koseki   | JPN Japão          | 59.23   | Q     |
| 2    | 5    | Kevin Cordes      | USA Estados Unidos | 59.33   | Q     |
| 3    | 6    | João Gomes Júnior | BRA Brasil         | 59.40   | Q     |
| 4    | 3    | Jake Packard      | AUS Austrália      | 59.48   | Q     |
| 5    | 7    | Giedrius Titenis  | LTU Lituânia       | 59.80   |       |
| 6    | 2    | Ross Murdoch      | GBR Grã-Bretanha   | 1:00.05 |       |
| 7    | 8    | Glenn Snyders     | NZL Nova Zelândia  | 1:00.50 |       |
| 8    | 1    | Jorge Murillo     | COL Colômbia       | 1:00.81 |       |

#### Semifinal 2
| Pos. | Raia | Nadador               | CON                | Tempo   | Notas |
| ---- | ---- | --------------------- | ------------------ | ------- | ----- |
| 1    | 4    | Adam Peaty            | GBR Grã-Bretanha   | 57.62   | Q     |
| 2    | 3    | Cody Miller           | USA Estados Unidos | 59.05   | Q     |
| 3    | 6    | Cameron van der Burgh | RSA África do Sul  | 59.21   | Q     |
| 4    | 5    | Felipe França Silva   | BRA Brasil         | 59.35   | Q     |
| 5    | 2    | Dmitriy Balandin      | KAZ Cazaquistão    | 59.45   |       |
| 6    | 8    | Christian vom Lehn    | GER Alemanha       | 1:00.23 |       |
| 7    | 7    | Li Xiang              | CHN China          | 1:00.25 |       |
| 8    | 1    | Vsevolod Zanko        | RUS Rússia         | 1:00.39 |       |

### Final
| Pos.              | Raia | Nadador               | CON                | Tempo | Notas              |
| ----------------- | ---- | --------------------- | ------------------ | ----- | ------------------ |
| Medalha de ouro   | 4    | Adam Peaty            | GBR Grã-Bretanha   | 57.13 | ,                  |
| Medalha de prata  | 3    | Cameron van der Burgh | RSA África do Sul  | 58.69 |                    |
| Medalha de bronze | 5    | Cody Miller           | USA Estados Unidos | 58.87 | Recorde da América |
| 4                 | 2    | Kevin Cordes          | USA Estados Unidos | 59.22 |                    |
| 5                 | 1    | João Gomes Júnior     | BRA Brasil         | 59.31 |                    |
| 6                 | 6    | Yasuhiro Koseki       | JPN Japão          | 59.37 |                    |
| 7                 | 7    | Felipe França Silva   | BRA Brasil         | 59.38 |                    |
| 8                 | 8    | Dmitriy Balandin      | KAZ Cazaquistão    | 59.95 |                    |

Legenda
| Recorde mundial      | Recorde mundial (World record)               |                       | Recorde africano                      | Recorde africano (African) |                                           | Q | Classificado por posição (Qualified) |
| Recorde olímpico     | Recorde olímpico (Olympic record)            | Recorde da América    | Recorde da América (Americas)         | q                          | Classificado por melhor tempo (Qualified) |   |                                      |
| Melhor marca do ano  | Melhor marca do ano (World leading)          | Recorde asiático      | Recorde asiático (Asian)              | DNS                        | Não largou (Did not start)                |   |                                      |
| Recorde nacional     | Recorde nacional (National record)           | Recorde europeu       | Recorde europeu (European)            | DNF                        | Não terminou (Did not finish)             |   |                                      |
| Recorde pessoal      | Recorde pessoal do atleta (Personal best)    | Recorde da Oceania    | Recorde da Oceania (Oceania)          | DSQ / DQ                   | Desclassificado (Disqualified)            |   |                                      |
| Recorde da temporada | Recorde da temporada do atleta (Season best) | Recorde sul-americano | Recorde sul-americano (South America) | NM                         | Sem marca (No mark)                       |   |                                      |